# Чурукот
Чурукот, Nigella sativa (ћурукот, чурекот, црни кумин, црно семе, црни сусам) је једногодишња биљка из рода мачјих бркова (Nigella), пореклом са Блиског истока и можда југоисточне Европе. Данас се узгаја на простору од источног Медитерана и Египта до Индије.
Назив у српском језику потиче од турског назива рода, çörekotu (у преводу: трава ot за пециво çörek).

## Опис биљке
Чурукот је усправна и разграната зељаста биљка, висине 20–60 cm. Има цветове са пет белих до светлоплавих латица. Плод је чаура пуна црног семена. Број хромозома 2n=12.

## Значај
Семе се употребљава у исхрани као зачин, нарочито код пецива. Код муслимана се користи током рамазанског поста.
Чурукот има лековита својства: користи се као чај, хладно цеђено уље или етерично уље за јачање имунитета.